# Pseudobixadus marshalli
Pseudobixadus marshalli là một loài bọ cánh cứng trong họ Cerambycidae.